# SC Corso 1899 Berlin
SC Corso 1899 Berlin was een Duitse voetbalclub uit Prenzlauer Berg, een stadsdeel van de hoofdstad Berlijn. 

## Geschiedenis
De club werd opgericht op 8 juni 1899. De club sloot zich aan bij de Markse voetbalbond en nam daar deel aan het eerste kampioenschap dat daar georganiseerd werd, samen met het tweede elftal. De club kon twee keer winnen en verloor de rest van de wedstrijden, het tweede elftal verloor alle wedstrijden. Hierna wisselde de club om naar de competitie van de Berlijnse voetbalbond en begon daar in 1903 in de tweede divisie. In 1905 werd de club vicekampioen achter BFC Germania 1888 en promoveerde zo naar de hoogste klasse. Daar werd de club laatste en degradeerde meteen weer. De volgende jaren eindigde de club in de middenmoot en kon niet meer promoveren. 
In 1927/28 speelde de club opnieuw in de hoogste klasse van de Brandenburgse competitie, maar kon ook nu het behoud niet verzekeren. Na de Tweede Wereldoorlog werden alle Duitse voetbalclubs ontbonden. De club werd heropgericht als SG Prenzlauer Berg-Nord en startte in 1945/46 in de Berliner Stadtliga, maar degradeerde na één seizoen. In 1950 werd opnieuw de historische naam aangenomen.
In 1973 fuseerde de club met SpVgg Vineta 1905 tot SV Corso 99/Vineta. Deze club fuseerde op zijn beurt in 1996 met Weddinger FC 08 tot WFC Corso 1899/Vineta. 